# Krissy Vaine
Kristin Parmeter, de nacimiento Kristin Eubanks (Greensboro, Carolina del Norte; 12 de enero de 1981), es una modelo, luchadora libre profesional y bailarina estadounidense.

## Carrera profesional

### Primeros años (2000–2006)
Eubanks debutó en la lucha libre en septiembre de 2000 con el nombre artístico de Special K, donde actuaba como mánager de luchadores. A mediados de 2003, pasó de ser mánager a competidora en el ring y, posteriormente, adoptó el nombre de Krissy Vaine. En 2004, Vaine empezó a formar equipo con Amber O'Neal y la pareja pronto recibió el nombre de Team Blondage. 
Después de algunas pruebas con World Wrestling Entertainment en SmackDown y Raw, Eubanks empezó a trabajar para varias promociones independientes, como la Professional Girl Wrestling Association, Women's Extreme Wrestling, Memphis Wrestling, National Wrestling Alliance y Shimmer Women Athletes.

### World Wrestling Entertainment

#### Deep South Wrestling (2006–2007)
El 22 de enero de 2006, Eubanks firmó un contrato de desarrollo con la WWE, siendo asignada a Deep South Wrestling. Eubanks, bajo su nombre Krissy Vaine, hizo su primera aparición en DSW en las grabaciones del 9 de marzo de 2006, donde ella y Kristal Marshall lanzaron camisetas al público durante el intermedio. Su debut oficial se produjo en las grabaciones del 16 de marzo, donde apareció como árbitro. Además de arbitrar, también dirigió a Kevin Matthews durante sus combates.
Vaine hizo su debut en DSW en las grabaciones del 22 de junio, donde derrotó a Tracy Taylor. En la edición del 22 de junio de 2006 de DSW TV, derrotó a Tracey Taylor con la ayuda del árbitro invitado especial Matt Striker. En la edición de la semana siguiente, del 29 de junio, Vaine y Striker fueron derrotados por Tracey Taylor y Mike Taylor.
En las grabaciones del 12 de octubre, Vaine se convirtió en el gerente general de DSW. A finales de 2006 y principios de 2007, comenzó una disputa con Angel Williams, con Williams afirmando que Vaine hizo algo inmoral para ser nombrado gerente. En respuesta, Vaine comenzó a costarle partidos a Williams con distracciones de otras divas. A continuación, trató de dar órdenes a las otras divas, como Nattie Neidhart, Brooke Adams y Shantelle Taylor para que se encargaran de Williams por ella, aunque sin éxito. En su lugar, Vaine decidió intentar reconciliarse con Williams, y esta última aceptó las disculpas y el resultado fue que ambas se convirtieron en codirectoras generales de DSW.
En la edición del 27 de junio de 2006 de DSW TV, Vaine derrotó a Shantelle Taylor cuando Vaine le agarró las mallas. En el programa del 9 de septiembre, perdió contra Shantelle en el evento Grand Park Slam de Deep South Wrestling, celebrado en el parque temático Six Flags Over Georgia. En la edición del 8 de marzo de 2007, Vaine derrotó a Nattie Neidhart. En la edición del 15 de marzo de 2007 de DSW TV, Vaine hizo equipo con Angel Williams en un esfuerzo perdedor contra Neidhart y Shantelle. En la edición del 16 de marzo de DSW Vaine y Williams derrotaron a Neidhart y Shantelle en una revancha. El 17 de marzo, Vaine y Williams fueron derrotadas en una nueva escenificación de venganza contra Nattie Neidhart y Shantelle. En la edición del 5 de abril, Vaine compitió contra Neidhart en un esfuerzo ganador. Vaine y Williams fue una vez más derrotado por Neidhart y Shantelle.

#### Florida Championship Wrestling y salida (2007)
Tras el cierre de DSW, Vaine fue trasladada a Florida Championship Wrestling, el nuevo territorio de desarrollo de la WWE. Vaine hizo su debut en FCW el 26 de junio de 2007, donde perdió ante Nattie Neidhart en un combate a tres bandas en el que también participó Shantelle Taylor. En la edición del 15 de septiembre de FCW, Vaine hizo equipo con Nattie Neidhart en un esfuerzo perdedor ante The Bella Twins con Victoria Crawford como árbitro especial. En el episodio del 28 de septiembre de 2007 de SmackDown!, Eubanks hizo su debut en la WWE como villana atacando a Torrie Wilson después de que Wilson perdiera un combate contra Victoria. En el episodio del 5 de octubre de SmackDown!, Vaine fue vista en el backstage negociando su primer combate con la gerente general de SmackDown!. Sin embargo, tanto Eubanks como su novio Ryan O'Reilly dejaron la WWE el 10 de octubre debido a problemas de salud de sus familias.

### Regreso al circuito independiente (2009–2011)
Después de un paréntesis de casi dos años en la lucha libre profesional tras su salida de la WWE, Eubanks regresó a la industria de la lucha libre el 2 de febrero de 2009, donde se reunió con Amber O'Neal para reformar el Team Blondage y derrotar a Daffney y MsChif en un combate por equipos. El 12 de septiembre de 2009, Vaine ganó su primer campeonato individual al derrotar a Jayme Jameson para ganar el NWA Mid-Atlantic Women's Championship. La victoria convirtió a Vaine en la primera campeona en casi nueve años, ya que el título quedó vacante y fue abandonado el 2 de diciembre de 2000 por la última campeona, Leilani Kai. Poco después de ganar el título, Vaine se rebautizó a sí misma como Kristin Astara antes de perder el título frente a Jameson el 10 de abril de 2010. Posteriormente se enfrentó a Jameson por el título en tres revanchas posteriores, el 1 de mayo, el 30 de octubre y el 6 de noviembre, pero fue derrotada en todas ellas.

### Lucha Libre USA (2011)
A principios de 2011, Eubanks fue contratada para actuar en Lucha Libre USA de MTV2. Debutó en la promoción el 19 de marzo bajo el nombre de Nurse Krissy Sealice en un combate intergénero, en el que ella y Vladamiro derrotaron a Mini Park y ODB. El 28 de mayo, Sealice perdió en su debut individual ante Nikki Corleone. Sealice disputó su último combate para la promoción el 27 de agosto, en el que ella y Vladimiro derrotaron a Octagoncito y Pequeno Halloween en un combate mixto.

### Segundo retorno (2019)
El 14 de septiembre de 2019, Vaine hizo su regreso a la lucha libre profesional en WrestlePro, donde derrotó a Kris Statlander.

## Carrera en el modelaje
Además de la lucha libre, Parmeter también comenzó a trabajar para Home Shopping Network en 2011 como modelo de productos de belleza y ropa.

## Vida personal
Parmeter jugó al sóftbol en su juventud y también fue animadora en el instituto. También ha sido modelo para Wrangler.
Parmeter se casó casada con Ryan Parmeter, que compitió en la cuarta y quinta temporada de NXT bajo el nombre de Conor O'Brian, y anteriormente luchó como Konnor en el roster principal de la WWE como una mitad de The Ascension.
En agosto de 2009, Parmeter se convirtió en bloguera del sitio web de lucha femenina Diva Dirt. En enero de 2010, Eubanks lanzó su propio podcast, The Krissy Vaine Project, en Diva Dirt. Tras su cambio de nombre, también cambió el nombre de su podcast a Kristin & Friends, y el primer episodio se emitió el 27 de marzo de 2010.
Parmeter anunció en su página de Instagram que estaba embarazada de su primer hijo. En 2018 dio a luz a un niño llamado Elijah Parmeter.

## Campeonatos y logros
- Mid-Atlantic Championship Wrestling
  - NWA Mid-Atlantic Women's Championship (1 vez)[8]
- Women's Extreme Wrestling
  - WEW Tag Team Championship (1 vez) – con Amber O'Neal[2]
- Atomic Revolutionary Wrestling
  - ARW Bombshells Championship (1 vez)